# Pierre tombale

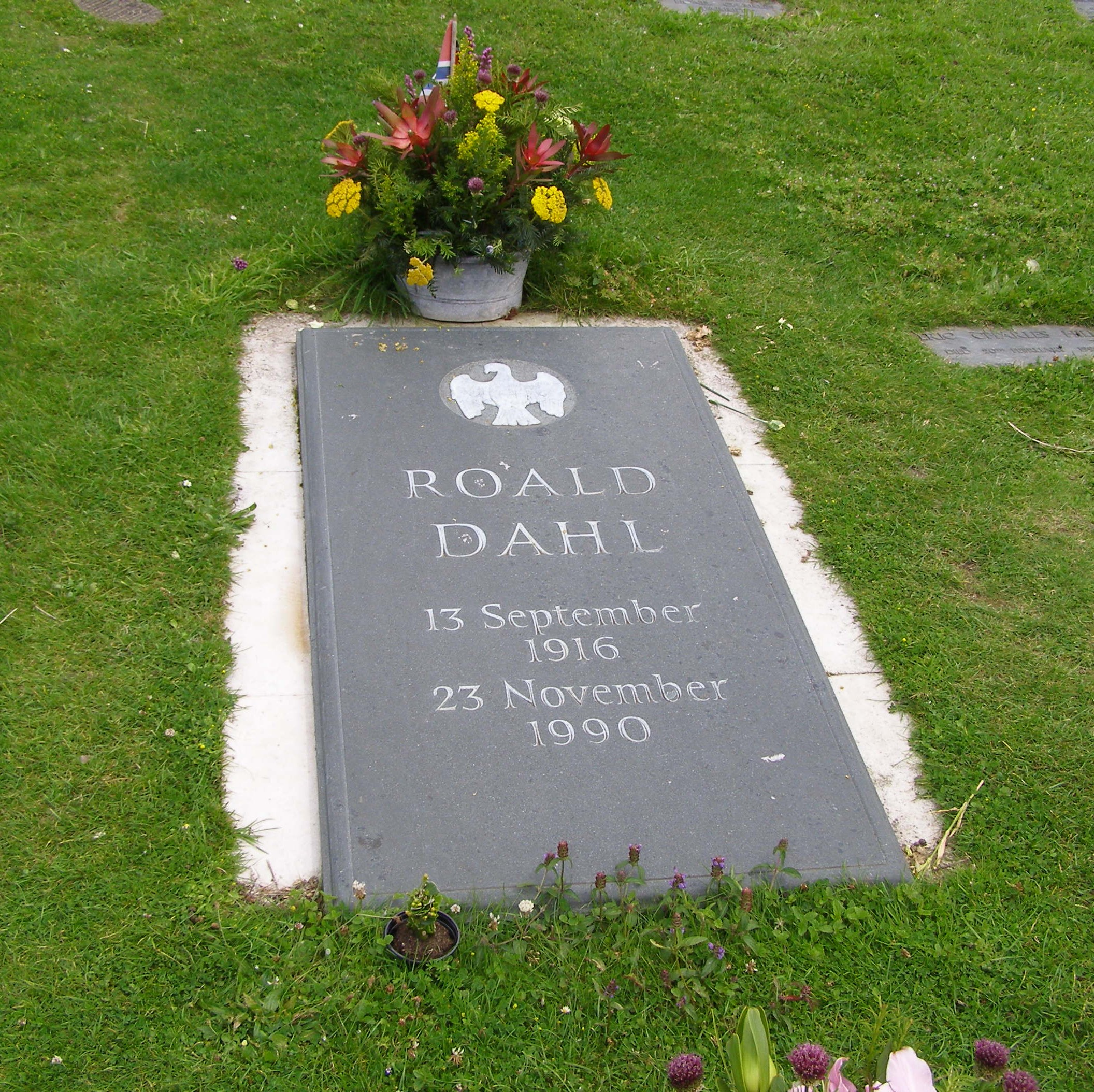
Pierre tombale de l'écrivain Roald Dahl.

Une pierre tombale est un monument funéraire en pierre. Elle comporte généralement le nom de la personne enterrée, ses dates de naissance et de décès, ainsi parfois qu'un message personnel ou une prière appelée épitaphe. Lorsqu'elle est placée debout à la tête d'une tombe on parlera plus précisément d'une stèle.
Une dalle funéraire (en), appelée aussi dalle tumulaire, est une plaque, le plus souvent de pierre et posée au-dessus d'une sépulture, notamment dans le dallage d'une église (où on l'appelle plate-tombe) ou sur un mur, et portant en général une épitaphe ou une effigie gravée.

## Composition d’une pierre tombale

Schéma de pierre tombale 1. semelle, 2. soubassement, 3. stèle, 4. tombale

Le monument funéraire se compose de plusieurs pièces destinées à être assemblées pour former un ensemble, la tombe :
- semelle : appelée aussi « passe pied », c'est la partie horizontale qui forme l’assise du monument ;
- soubassement : appelé aussi « parpaing », il constitue la base du monument funéraire. Carré ou arrondi, il peut être muni d'un prie-dieu ou d'une jardinière ;
- stèle : élément vertical de forme variée (doucine, parchemin, cœur, tulipe, triangulaire) destiné à recevoir l’épitaphe et l’ornement (lithogravure, sculpture en bas relief, pâte de verre), directement planté dans le sol ou rehaussé par un socle ;
- tombale : élément horizontal recouvrant tout ou partie de la sépulture. De forme (plate à pentes, en chapeau de gendarme, débordante) et de dimensions variables, elle peut recevoir les mêmes ornements que la stèle et ouvre sur le caveau.

La gravure funéraire orne la tombale ou la stèle. Généralement de cinq types de couleurs (blanc, or, noir, brun Van Dick, argent), elle permet d'inscrire le nom et prénom du défunt, ainsi que sa date de naissance et décès. 
Le rechampissage est la rénovation par le marbrier funéraire d’une gravure sur pierre tombale qui a tendance à s’effacer.

## Galerie

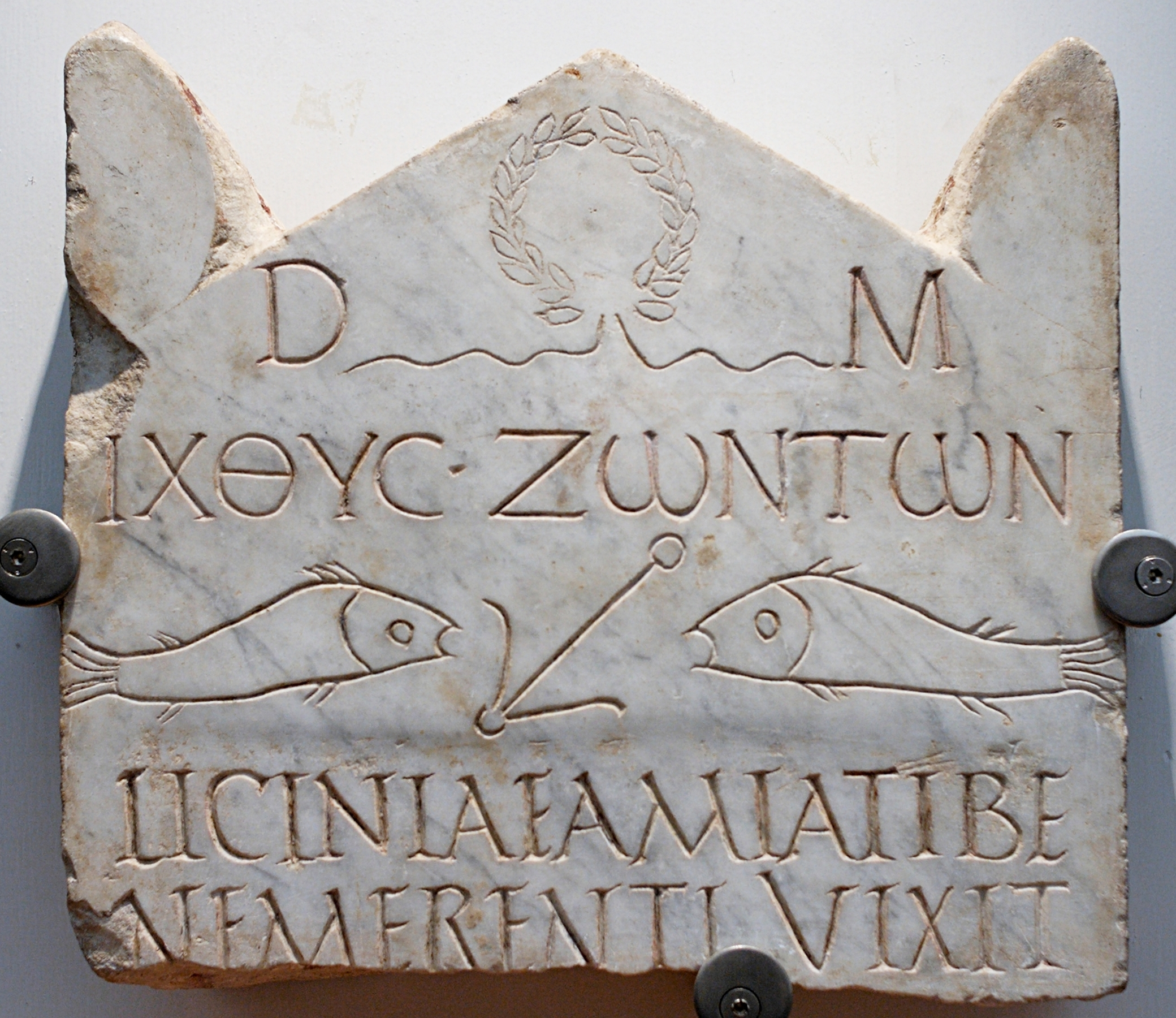
Antique pierre tombale chrétienne
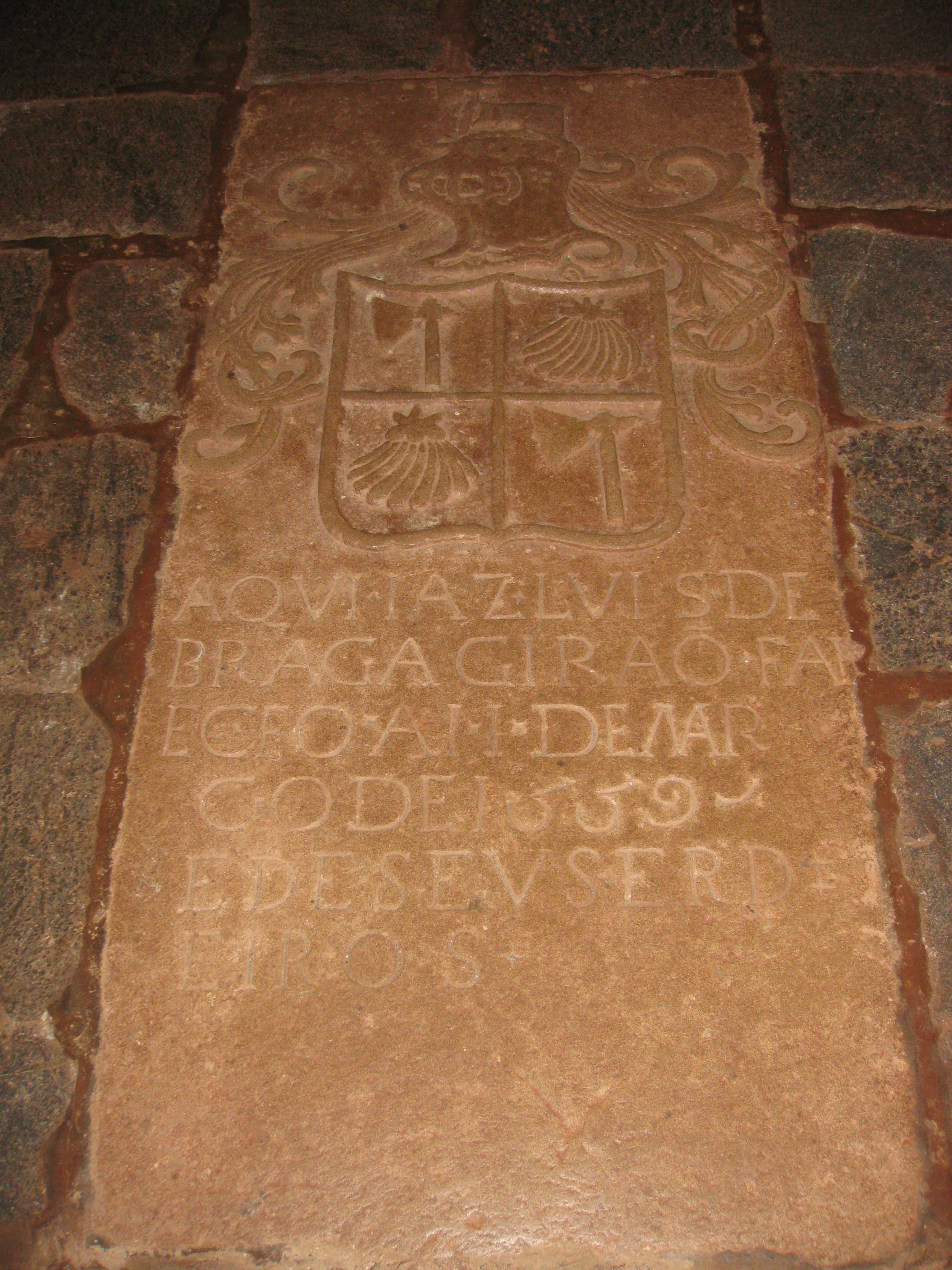
Dalle funéraire dans la cathédrale Sainte-Catherine de Goa
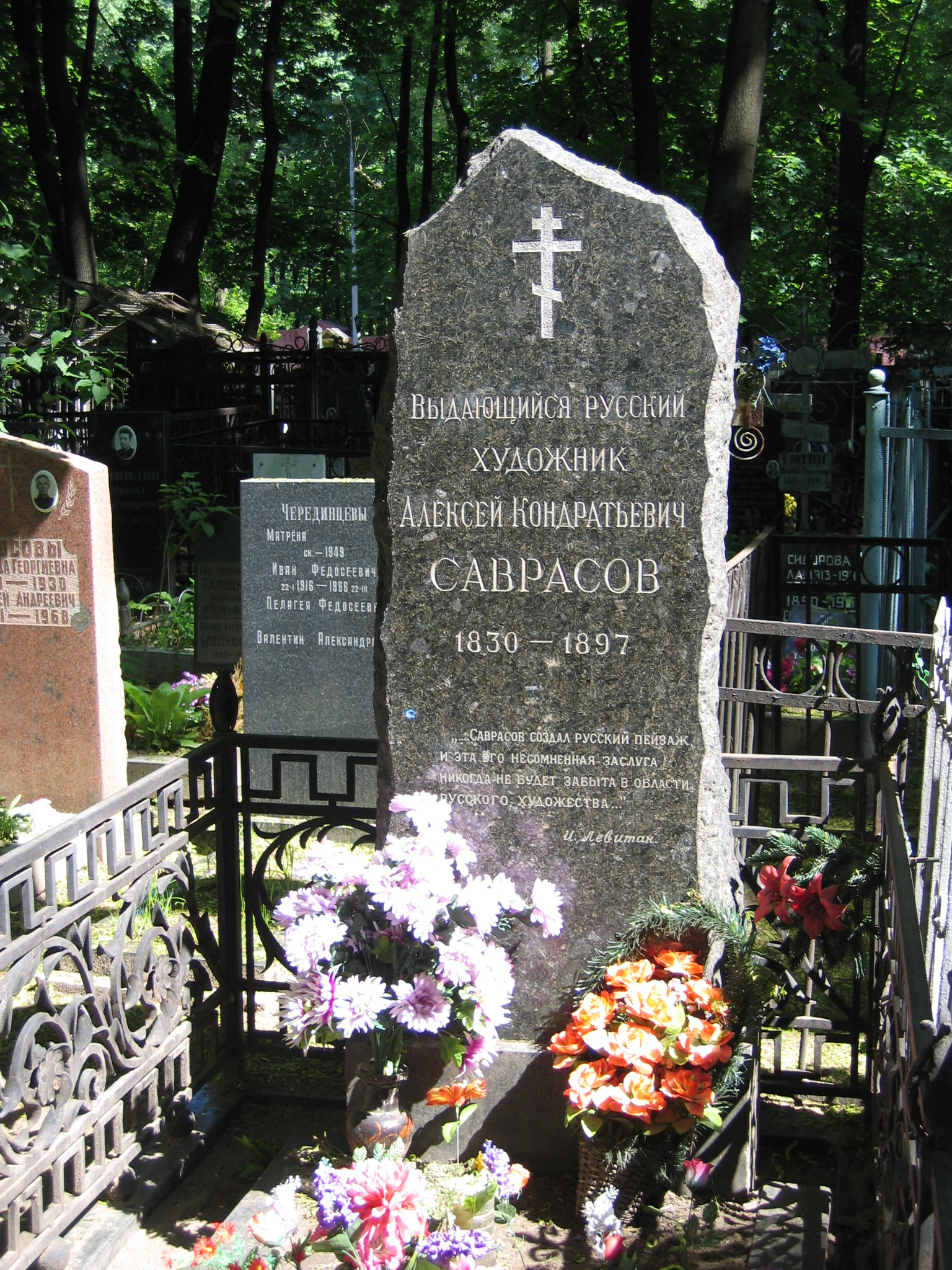
Pierre tombale et sa grille d'entourage en fer forgé
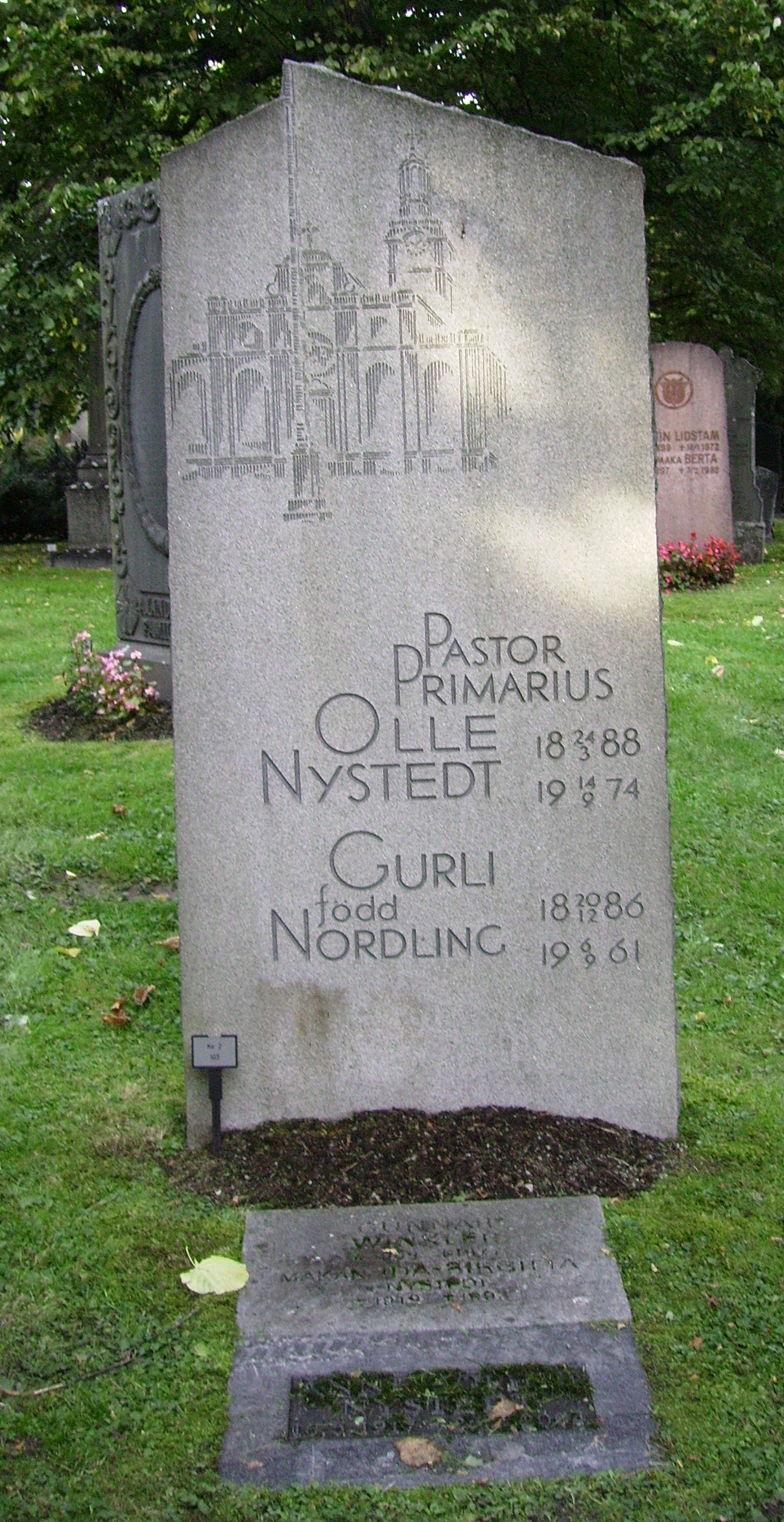
Lithogravure sur stèle
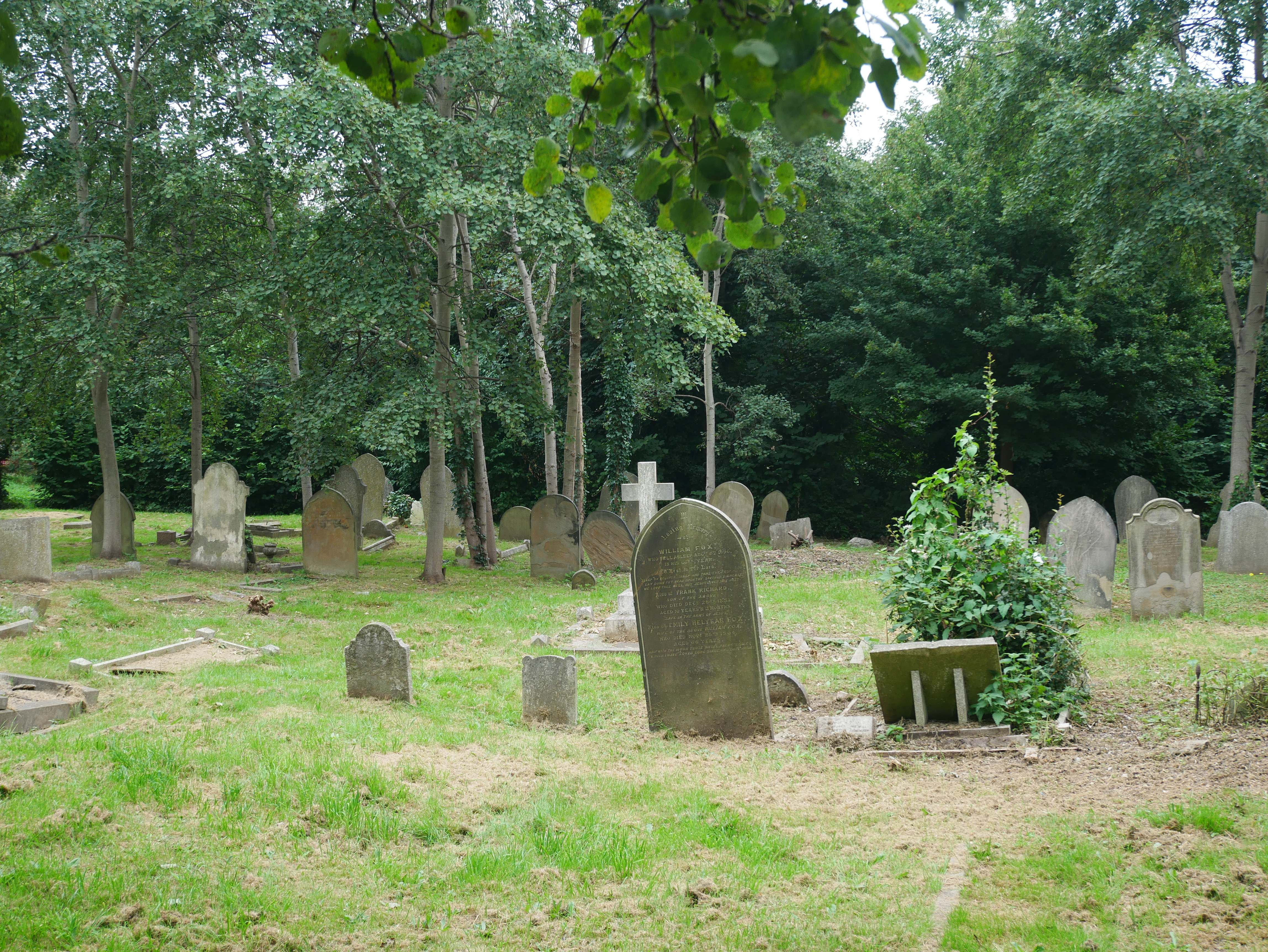
Pierres tombales du cimetière de l'église Sainte-Marie-Madeleine de East Ham (Londres).